# Serzedelo Correia
Inocêncio Serzedelo Correia (Belém, 16 de junho de 1858 — Rio de Janeiro, 5 de junho de 1932) foi um militar e político brasileiro.

## Carreira
No governo de Floriano Peixoto, foi ministro em diversas pastas (Agricultura, Interior, Justiça, Instrução Pública), deputado federal, presidente do Paraná (1890-1890) e prefeito do então Distrito Federal (1909-1910), nomeado pelo presidente Nilo Peçanha. Foi duas vezes prefeito.

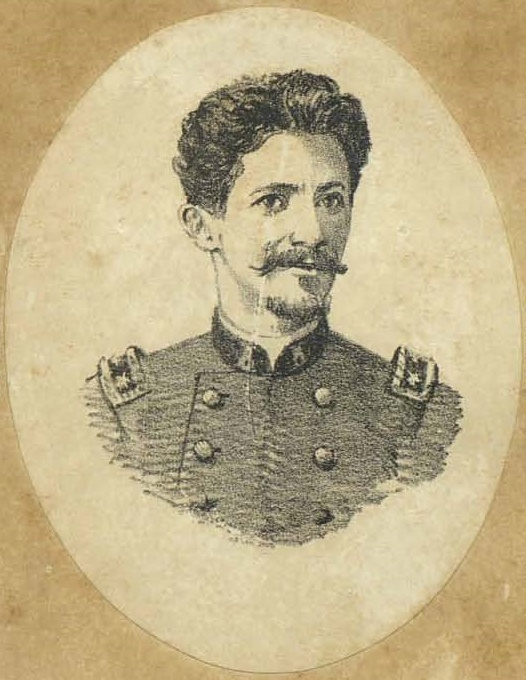
Major Inocêncio Serzedelo Correia.

É reputado como um dos principais responsáveis pela criação e idealização dos Tribunais de Contas no país em virtude de seu empenho nesse sentido quando era Ministro da Fazenda.
A unidade de apoio estratégico responsável pela educação corporativa dos servidores do Tribunal de Contas da União do Brasil foi batizada de Instituto Serzedello Correa em sua homenagem, por ter sido responsável pela regulamentação e funcionamento do Tribunal, e pela sua luta em defesa da autonomia do órgão como instituição moralizadora dos gastos públicos. O Instituto é previsto na Lei Orgânica do TCU (art. 88 da Lei nº 8.443/92) e instituído pela Resolução-TCU nº 19, de 09/11/1994.
Atualmente seus restos mortais se encontram enterrados no Centro de Memória Serzedelo Correa, dentro da sede do Tribunal de Contas do Estado do Pará - TCE/PA. Cumpre observar que a sede do TCE/PA leva o nome de Palácio Serzedelo Correia também em sua homenagem.